# William Theobald

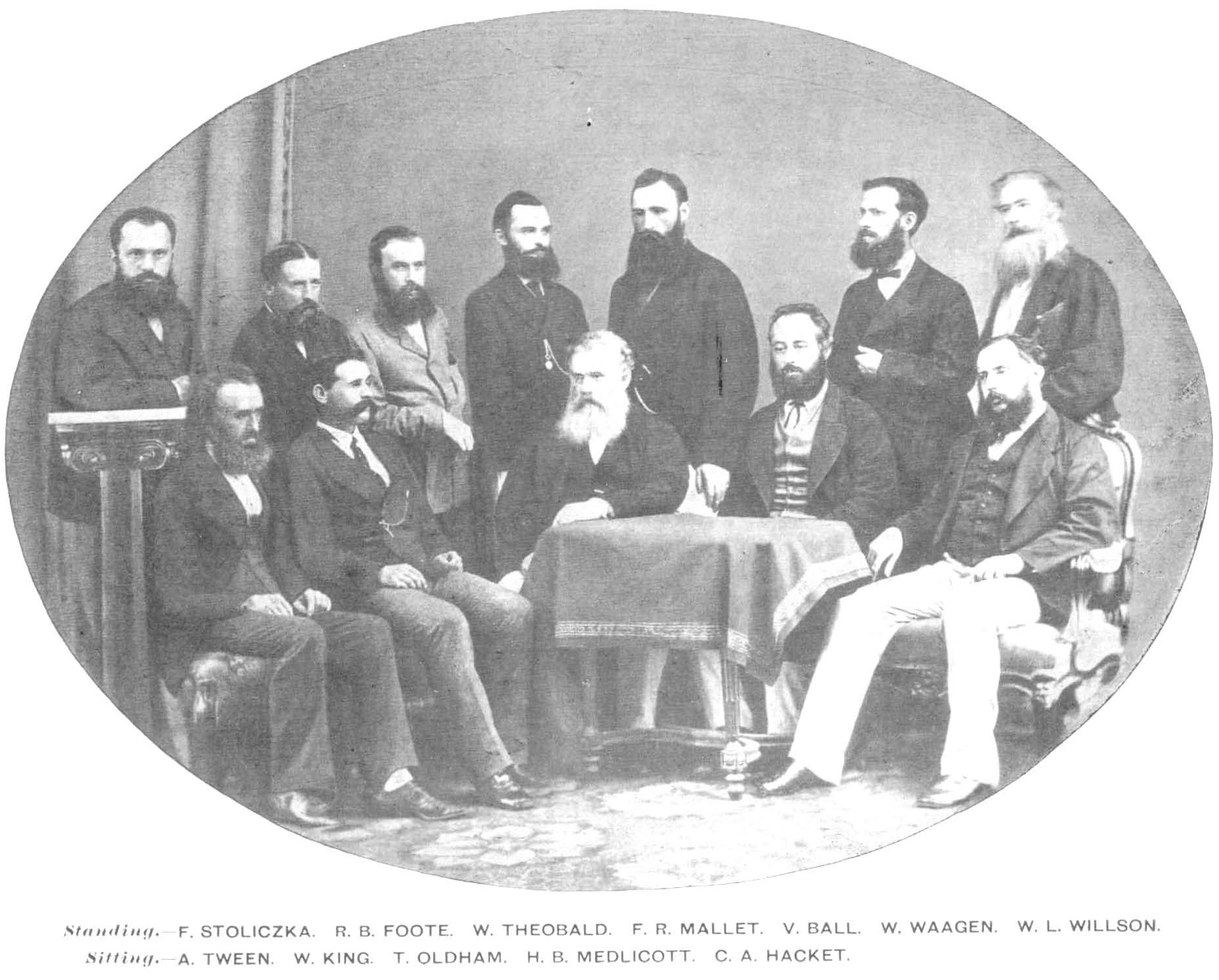
Mitglieder des Geological Survey of India 1870, William Theobald ist stehend der Dritte von links

William Theobald (* 1829; † 31. März 1908 in Ilfracombe, Devon) war ein Zoologe (Malakologie, Herpetologie) und Paläontologe und arbeitete beim Geological Survey of India. 

## Leben
Theobald kam 1847 nach Indien und war zunächst unter David Williams und danach John McClelland in der Suche nach Kohle beschäftigt. Er wurde vom 1851 gegründeten Geological Survey of India (GSI) übernommen und ging für diesen nach Burma. 1873 kehrte er zurück nach Bengalen, wo er 1876 Deputy Superintendant des GSI für Bengalen wurde. 1881 ging er in den Ruhestand und kehrte nach England zurück.
Er veröffentlichte einen Katalog der Reptilien in Indien und mit Sylvanus Hanley (1819–1899) eine Monographie über Land- und Süßwasserschnecken in Indien. Außerdem schrieb er eine Neuauflage (fast ganz von ihm verfasst) des Werks von Francis Mason über die Naturgeschichte von Burma. Seine Versuche, die botanische Nomenklatur darin zu erneuern stießen unter Botanikern auf wenig Gegenliebe. Von ihm stammen auch Schriften über die Shakespeare-Urheberschaft.
Ein Säugetier und drei Reptilien wurden nach ihm benannt.

## Schriften
- Descriptive catalogue of the reptiles of British India, Calcutta: Thacker Spink 1876, Archive
- mit Sylvanus Hanley: Conchologia Indica: Illustrations of the Land and Freshwater Shells of British India, Malacological Society of London,  1870 bis 1876, Archive
- mit Francis Mason: Burma, its people and productions; or notes on the fauna, flora and minerals of Tenasserim, Pegu and Burma, 2 Bände, Hertford, England, 1882, 1883
- On the authorship of the sonnets attributed to Shakespeare. An inquiry into the respective claims of Bacon, Sir Philip Sidney, and others, to be their author, Budleigh Salterton, Parsons, 1896 Archive